# Józef Kałuża
Józef Ignacy Kałuża (Przemyśl, 11 febbraio 1896 – Cracovia, 11 ottobre 1944) è stato un allenatore di calcio e calciatore polacco, di ruolo attaccante.

## Carriera
Da calciatore prese parte alle Olimpiadi del 1924. Come allenatore guidò la Polonia per quasi tutti gli anni '30, fino all'invasione tedesca, e raggiunse il terzo posto ai Giochi Olimpici di Berlino del 1936 e prese parte ai mondiali del 1938.

## Palmarès

### Giocatore

#### Competizioni nazionali
- Campionato polacco: 2

KS Cracovia: 1921, 1930